# Distrito Rural de Edeyrnion
Edeyrnion fue un distrito rural en Merionethshire, Gales de 1894 a 1974.
Fue creado por el Acta del Gobierno Local de 1894 de parte del distrito sanitario rural de Corwen que se situaba en Merionethshire. Continuó existiendo hasta 1974, cuando fue abolido, pasando a formar parte del distrito de Glyndwr en Clwyd (la única parte de Merionethshire en no pertenecer al distrito de Meirionnydd en Gwynedd).
Edeyrnion también fue el nombre del antiguo cantref e insignificante reino en la Gales del medievo temprano. Toma su nombre del primer gobernador del área: Edeirn. Edeyrnion fue simbólicamente una parte del renio de Powys, pero a menudo estaba sujeto a intrusiones fronterizas por el vecino renio de Gwynedd. Estas inestables discusiones fronterizas causaron mucha tensión entre los dos reinos. Edeyrnion fue ocupado y anexionado por Gwynedd en los tiempos de Llywelyn el Grande pero fue devuelto a Powys mediante un tratado con Inglaterra después de su muerte en 1240. El territorio fue ocupado de nuevo por by Gwynedd después de 1267, antes de ser devuelto nuevamente a Powys. Esta continua disputa y la súplica de Llywelyn el Último Rey al rey Eduardo I de Inglaterra para ver la resolución de esta disputa solucionada por la Ley Galesa fue una de las principales razones por las que los principados del norte de Gales fueron incapaces de unirse contra la hegemonía inglesa y fue un factor contribuyente a la guerra final entre Gwynedd y los ingleses, que finalmente vieron el fin de la independencia galesa. 